# ییرژی کابش
ییرژی کابش (چکی: Jiří Kabeš؛ زادهٔ ۲۶ مارس ۱۹۴۶) خواننده راک، نوازنده ویولا، نوازنده ویولن، گیتاریست و ترانه سرای اهل کشور جمهوری چک است. 